# 菅原是綱
菅原 是綱（すがわら の これつな、長元3年（1030年） - 嘉承2年3月1日（1107年3月26日））は、平安時代中期から後期にかけての貴族。大学頭・菅原定義の子。官位は正四位下・大学頭。菅原氏長者。高辻家の祖。

## 経歴
文章得業生を経て、白河院政期にかけて大学頭・文章博士などを歴任。この間、武蔵守・常陸介などの受領も兼ねた。位階は正四位下に至る。
嘉承2年（1107年）3月1日卒去。享年78。

## 官歴
- 時期不詳：見文章得業生正六位上美濃大掾[2]
- 康平4年（1061年） 3月3日：見相模権守[3]
- 承保2年（1075年） 5月14日：見武蔵守正五位下[4]
- 永保元年（1081年） 11月25日：見武蔵守[5]
- 寛治4年（1090年） 8月5日：見大学頭
- 寛治7年（1093年） 6月28日：見文章博士
- 嘉保2年（1095年） 4月5日：兼常陸介[6]
- 康和2年（1100年） 7月23日：見前常陸介従四位上[7]
- 時期不詳：正四位下
- 嘉承2年（1107年） 3月1日：卒去（正四位下）[8]

## 系譜
注記のないものは『系図纂要』による。
- 父：菅原定義
- 母：藤原相任の娘
- 妻：平義清の娘
  - 男子：菅原淳中
- 生母不詳の子女
  - 男子：菅原清隆[9]
  - 男子：菅原宣忠
  - 男子：厳実
  - 男子：聖教
  - 女子：藤原俊信室